# Аркадий Волож
Аркадий Юревич Волож (на руски: Аркадий Юрьевич Волож) е основател и пръв главен изпълнителен директор на компанията „Яндекс“.

## Биография
Аркадий Волож е роден на 11 февруари 1964 година в град Атърау, Казахска ССР. Негов баща е Юрий Абрамович Волож (род. 1938), геолог, специалист по петролните полета в Прикаспието и един от откривателите на полето „Кашаган“, през 1968 г. е ръководител на партията „Казгеофизтреста“ в Алмати; по-късно - лекар на геоложко-минераложките науки, старши научен сътрудник в Геологическия институт на Руската академия на науките. Негова майка е София Лвовна Волож, преподавателка в Гуриевското музикално училище.
През 1986 година завършва специалност „Приложна математика“ в Руския държавен университет по нефт и газ „Иван Михайлович Губкин“. Занимава се с проучвания в областта на обработката на големи обеми от данни в Института по мениджмънт към Академията на СССР.
През 1989 година основава компанията CompTek, в която служи като главен изпълнителен директор до 2000 година. През същата година открива фирма „Аркадия“, и заедно с Аркадий Борковски разработват нов вид услуга.
През 1998 година като ръководител на Комитета на безжични мрежи за достъп на Руската асоциация на електрическа документация (RANS.RU) Аркадий участва в процеса на дерегулиране на честоти за безжични оператори. През 1999 година той е един от тези, които влияят върху на легализирането на IP-телефоните в Русия.
През 1997 година Волож прави първа стъпка за създаване компанията „Яндекс“, за целта са отделени 10 хиляди долара, с които са закупени 3 сървъра с твърд диск, с капацитет от 1 GB.
През 2000 година става изпълнителен директор на „Яндекс“. От 2007 година е ръководител на „Анализ на данни“ в Юридическия факултет на иновациите и високите технологии в Московския физико-технически институт.